# パムパ・ブサル
パムパ・ブサル（英:Pampha Bhusal ネパール語:पम्फा भुसाल）はネパールの女性政治家。プラチャンダ内閣の総務大臣。ネパール共産党毛沢東主義派中央委員。マオイストの中の女性としては、ヒシラ・ヤミと並んでトップクラス。G.P.コイララ内閣で女性・子供・社会福祉大臣として入閣している。
2007年、駐仏大使に任命されるが、フランス側の同意（アグレマン）を得られず、就任できなかった。
妻子のある毛派No.3のバーダルと恋愛関係に陥り、両者とも一時降格されたことがあった。
2008年4月10日の制憲議会選挙ではラリトプル郡第3選挙区で当選する。